# Gastronomía de la provincia de Sevilla

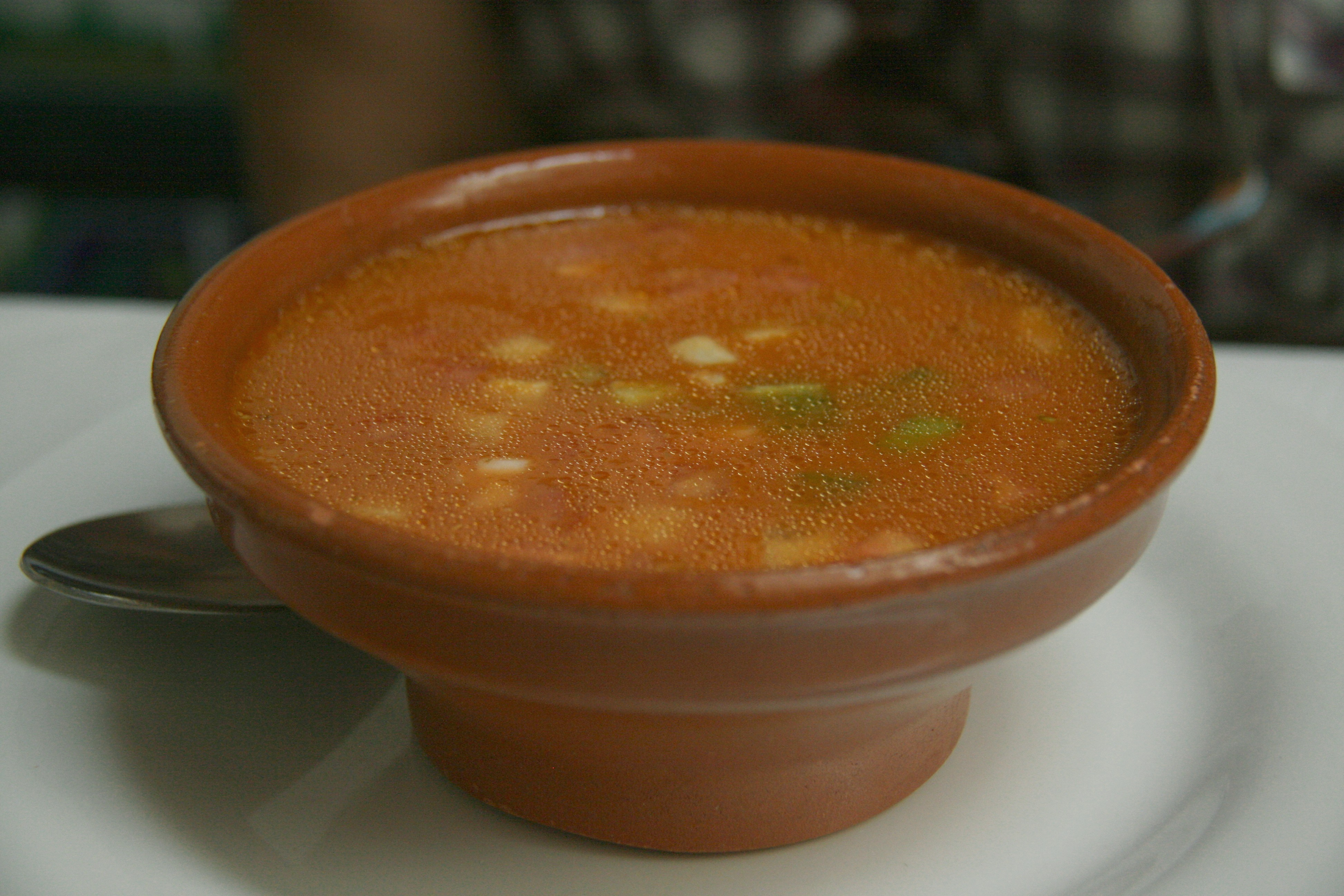
El gazpacho andaluz es de los gazpachos el que más se ha popularizado.

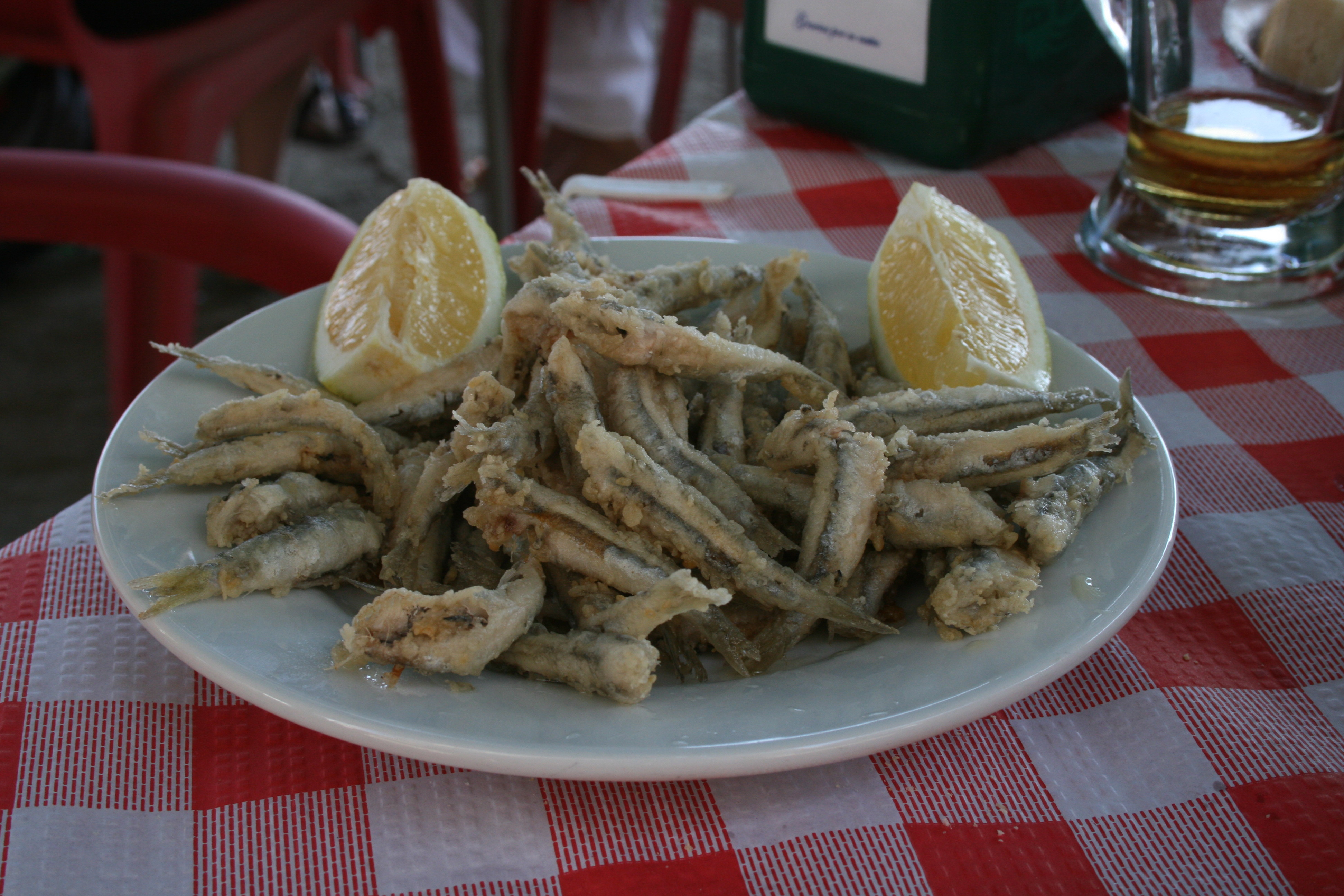
El pescaito frito (en el caso de la imagen boquerón) es un plato típico.

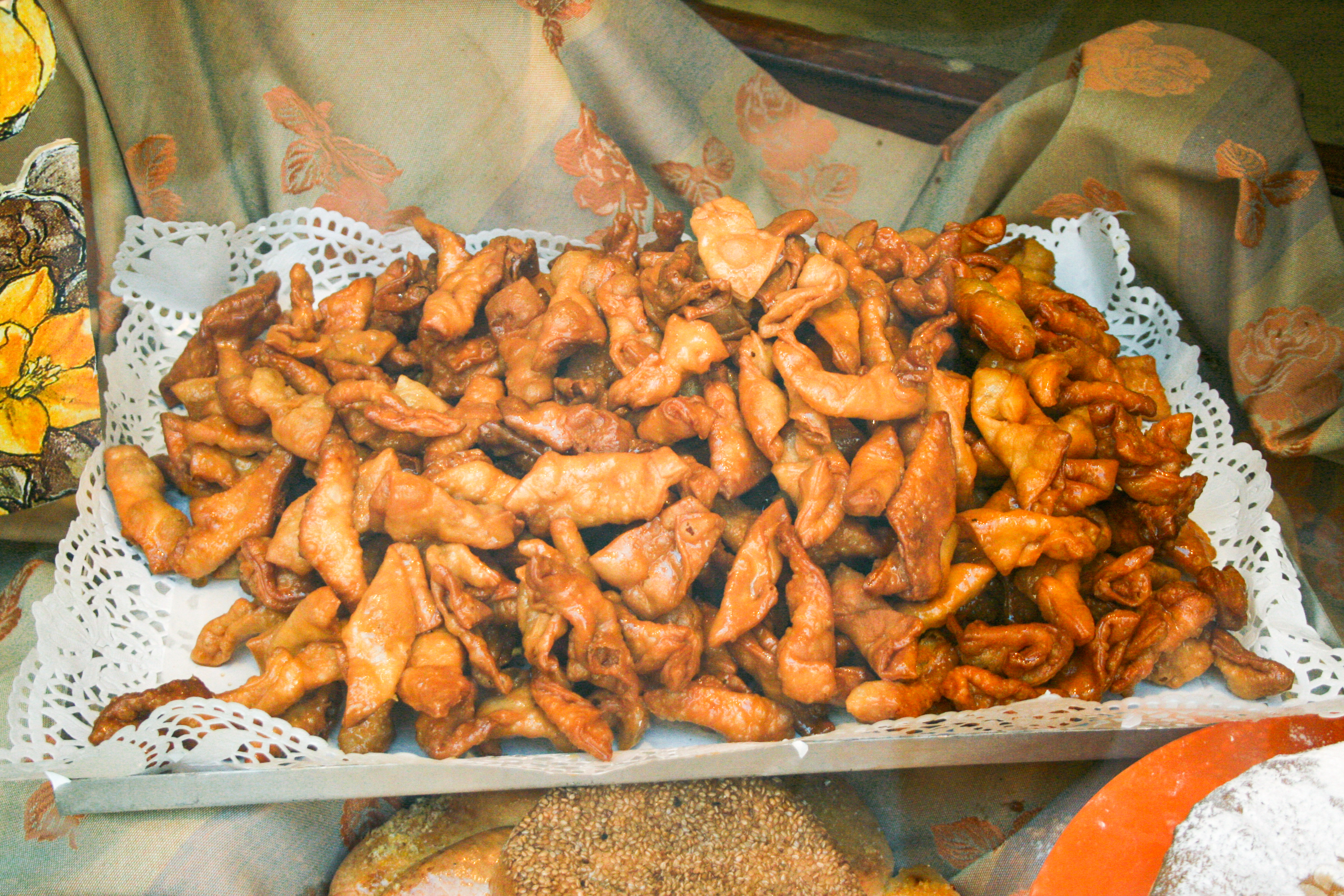
Una bandeja de pestiños.

La gastronomía de la provincia de Sevilla es el conjunto de platos y costumbres culinarias de la provincia de Sevilla (España). Se caracteriza por la abundancia de recursos culinarios de su entorno, bien sea en: los olivares, los viñedos, los naranjales, los almendrales. Pero también a ganadería que pasta en las dehesas andaluzas. Al ser la ciudad de Sevilla la capital, ésta se beneficia de todas las especialidades famosas de las provincias andaluzas, así como de las preparaciones culinarias: fritos, adobos, salazones, cocidos, etc. Los platos y formas de cocina andaluzas son de alguna forma, expresados en la cocina sevillana. Lugar de paso de viajeros europeos en los siglos XVII y XVIII dejaron crónicas de sus costumbres. 

## Historia
La cocina sevillana está, al igual que otras cocinas andaluzas, muy influenciada históricamente por sus raíces andalusíes. Muchas de las preparaciones están relacionadas con celebraciones festivas como pueden ser romerías y ferias: un ejemplo es la feria de abril. Uno de los hitos importantes en la gastronomía de la ciudad de Sevilla ha sido el surgimiento del turismo en España en los años sesenta.

## Ingredientes
Son frecuentes los platos y preparaciones de otras regiones andaluzas. Las preparaciones con denominación "a la flamenca", "a la gitanilla", "a la trianera", "a la Macarena" (huevos a la macarena), etc poseen su origen en la provincia sevillana.  
Aunque también "a la sevillana", de esta forma existe el cocido a la sevillana (en el que la carne se sirve fríta con huevo revuelto), la ensalada sevillana, la ternera a la sevillana (ternera mechada con aceitunas y vino blanco). Muchos de estas preparaciones se elaboran en posadas, tiendas de montañés y ventas de Sierra Morena.

### Carnes y pescados
Se cría el cerdo para su matanza en casi todos los municipios de la provincia. Algunos embutidos son famosos, no obstante la preparación más característica de la provincia es el menudo gitano (aderezado en un día fijo de la semana y muy similar a los callos a la andaluza). Un plato es la fritanga de sangre. La ganadería de corderos ha dado algunos platos sevillanos similares a los que se encuentran en otras regiones españolas: caldereta de cordero.
Entre los platos elaborados con huevo están los huevos a la flamenca, plato muy popular que aparece frecuentemente en numerosos menús de establecimientos hosteleros. Otros platos son los huevos a la Macarena (huevos escalfados en cestillos de hojaldres), las patatas al montón con huevo frito, las tortillas andaluzas (tortillas de patatas). En el terreno de las aves se tiene el pato a la sevillana.

### Verduras
Son reconocidos la calidad de las legumbres y verduras sevillanos. Uno de los preparados estrella de cocina sevillana es el denominado: Gazpacho andaluz, emblema del turismo. Las ensaladas diversas, como la ensalada sevillana, son muy populares. La producción olivarera de algunas zonas es de destacar, por esta razón la producción de aceite de oliva es importante. Esta producción hace que las olivas sean una tapa habitual.
En el terreo de las frutas se tienen diversas preparaciones en jalea así como confitadas. Son afamados los melones de Marchena.

## Bebidas
Los pueblos de Cazalla de la Sierra y Constantina son famosos por la producción de aguardientes, en el primer caso posee una denominación regional y se denomina cazalla. 

## Dulces y postres
La personalidad de la repostería de sevilla es reconocida. En la propia ciudad de Sevilla (cerca de la Puerta de Triana) existe uno de los Hornos más antiguos de España: Horno San Buenaventura que data del 1385 (denominado por entonces Horno y Mesón de los Caballeros). En estos hornos se preparaban antaño las tortas de aceite, los polvorones (sobre todo los de Estepa), los cortadillos rellenos de cidra (cabello de ángel), los piñonates, los roscos de vino, los alfajores. Son plenamente sevillanos las yemas de San Leandro (en honor a San Leandro y elaboradas por las monjas del Convento de San Leandro), los mostachones de Utrera, las poleás (una especie de gachas dulces) y las tortas de Aceite "Inés Rosales" en Castilleja de la Cuesta.